# Mia Kirshner
Mia Kirshner (født 25. januar 1975) er en canadisk skuespiller.
Hun gjorde sig specielt bemærket efter roller i Denys Arcands Love and Human Remains (1993) og Atom Egoyans Exotica (1994). Kirshner fik en Genie nominering for bedste kvindelig birolle. Siden har hun medvirket i en række mindre film, hvor hun næsten altid spiller en kvinde med en mørk fortid. Derudover har hun bl.a. medvirket i serien 24 Timer, i rollen som den biseksuelle terrorist Mandy, og i Showtimes serie The L Word, i rollen som Jenny Schecter.
Kirshner er født i Toronto, Ontario og studerede russisk litteratur og film-industri i det 20. århundrede på det ansete McGill-universitet i Montreal. Hendes far er journalist, og hendes bulgarske mor er lærer.
Hun havde en af hovedrollerne i alle sæsoner af serien The L Word, der kørte på den amerikanske kanal Showtime fra 2004-2009. Derudover spillede Kirshner mordofferet Elizabeth Short i Brian De Palmas The Black Dahlia (film).
Som forfatter har hun skrevet bogen I Live Here, der blev udgivet i oktober, 2008. I bogen fortæller kvinder og børn fra steder som Tjetjenien, Afrika, Mexico, Thailand m.fl. om deres liv. Kirshner rejste selv til de forskellige destinationer, der blev støttet af Amnesty International. Kort tid efter udgivelsen underviste hun i fire uger på det prestigefyldte amerikanske universitet MIT med udgangspunkt i hendes bog.

## Filmografi

### Film
- Love and Human Remains (1993) – Benita
- Cadillac Girls (1993) – Page
- Exotica (1994) – Christina
- Murder in the First (1995) – Voksen Rosetta Young
- The Crow: City of Angels (1996) – Sarah
- Anna Karenina (1997) –  Kitty
- Mad City (1997) – Laurie Callahan
- Out of the Cold (1999) – Deborah Berkowitz
- Saturn (Speed of Life, DVD titel) (1999) – Sarah[3]
- Dark Summer (2000) – Dominique Denright
- Cowboys and Angels (2000) – Candice
- Not Another Teen Movie (2001) – Catherine Wyler
- According to Spencer (2001) – Melora
- Century Hotel (2001) – Dominique
- Now and Forever (2002) – Angela Wilson
- New Best Friend (2002) – Alicia Campbell
- Party Monster (2003) – Natasha Gatien
- The Iris Effect (2004) – Rebecca
- The Black Dahlia (2006) – Elizabeth Short
- Miss Conception (2008) – Clem
- 30 Days of Night: Dark Days (2010) – Lilith the Vampire Queen

### Tv
- War of the Worlds (1989)
- Dracula: The Series (1990) – Sophie Metternich
- Tropical Heat-Sweating Bullets (1991-1992) Cathy Paige
- Are You Afraid of the Dark: Tale of the Hungry Hounds (1992) – Pam
- Johnny's Girl (1995) – Amy
- Wolf Lake (2001) – Ruby Wilder/Ruby Cates
- 24 Timer (2001, 2002, 2003 og 2005) – Mandy
- The L Word (2005-2009) – Jenny Schecter
- They Come Back (2007) –  Faith Hardy
- The Cleaner (2009) –  April May
- CSI: New York (2009) – Deborah Carter
- The Vampire Diaries (2010-nu) – Isobel Flemming-Saltzman